# 縫田曄子
縫田 曄子（ぬいた ようこ、1922年1月1日 - 2024年9月9日）は、日本のジャーナリスト。女性初のNHK解説委員、東京都民生局長、国立婦人教育会館初代館長、市川房枝記念会理事長などをつとめた。

## 経歴
1922年（大正11年）1月1日、中国の上海で生まれた。上海は、中国問題専門家のジャーナリストだった父、太田宇之助の赴任先だった。名前の「曄」には「日本と中華の懸け橋になるように」という願いがこめられた。
1939年（昭和14年）、立教高等女学校を卒業し、津田英学塾に入学した。1942年（昭和17年）9月、津田英学塾を繰り上げ卒業した。卒業後、半年ほど国際文化振興会調査部に勤務した。同期に堀田善衛がいた。1943年（昭和18年）、上海の女学校の日本語教師となり、1945年（昭和20年）までつとめた。同年3月、父と帰国し、6月にNHKに入局した。津田英学塾の友人にはGHQで勤務するものも多かったが、縫田は「意地でもアメリカ人には使われまい」という思いから、給与は安いもののNHKを選んだ。
NHKでは終戦直前に海外放送局勤務を経験した。外信部記者、婦人番組プロデューサー、婦人問題担当のディレクターをつとめた。
1947年、社会思想史研究者の縫田清二と結婚した。夫の後押しもあって、1951年（昭和26年）から1952年（昭和27年）まで米国オハイオ州立大学に留学し、英語とジャーナリズムを学んだ。帰国後、婦人課への異動を希望し、「婦人の時間」や「NHK婦人学級」のプロデューサーなどをつとめた。1955年には第1回母親大会に参加し、女性運動の熱気を感じた。
1962年（昭和37年）、女性初のNHK解説委員となった。
1968年（昭和43年）、第21回国連婦人の地位委員会に藤田たきの代理として出席した。
1971年（昭和46年）6月、NHK解説委員を辞職。東京都の美濃部亮吉知事にまねかれ、第二期美濃部都政の初の女性局長として民生局長に就任し、1975年（昭和50年）までつとめた。
1975年から1977年（昭和52年）には婦人問題企画推進会議委員、1975年から1988年（昭和63年）までNHK委嘱解説委員をつとめた。
1977年7月、国立婦人教育会館の初代館長に就任し、1982年（昭和57年）7月までつとめた。1979年に開室した情報図書室（現在の女性教育情報センター）には、ジャーナリストである縫田の「女性のための情報センターがほしい」という願いが込められていた。国連婦人の10年中間年の1980年には、ユネスコの国際セミナーを同会館で開催し、婦人教育の全国集会を複数回開いた。国立機関で初めてとなる「女性学講座」も1980年に開催された。
1980年、コペンハーゲンで開かれた国連婦人の10年世界会議（第2回世界女性会議）に政府代表として参加した。1981年（昭和56年）から1985年（昭和60年）まで国連女性の地位委員会日本代表をつとめた。1985年にケニアのナイロビで開かれた国連婦人の10年世界会議（第3回世界女性会議）に政府代表の一員として参加した。
1983年から1990年に婦人問題企画推進本部参与をつとめ、1989年には参与会代表だった。1990年9月に死去した高橋展子の後任として、同年12月に首相の私的諮問機関である婦人問題企画推進有識者会議の座長に就任した。1994年には、この会議の後継である総理府男女共同参画審議会会長に就任し、1997年（平成9年）までつとめた。
1984年にはESCAP地域準備会議日本政府代表顧問をつとめた。
1984年（昭和59年）から1989年（平成元年）までトヨタ財団市民活動助成選考委員長をつとめた。1990年（平成2年）から1994年（平成6年）までトヨタ財団評議員をつとめた。
1985年9月に発足した文部省の教育課程審議会の委員をつとめた。メンバー27人中、女性は縫田を含め4人だった。審議会は1986年10月20日に「中間まとめ」を公表した。
1986年（昭和61年）、市川房枝記念会理事長に就任し、1993年（平成5年）までつとめた。1994年（平成6年）には、市川生誕100年記念事業の一環として、縫田の提案により女性の地方議会進出を支援する市川房枝政治参画センターが開設された。
1987年6月、社会保障制度審議会委員に就任した。
1989年1月7日に政府が新元号の選定に関して設置した元号に関する懇談会のメンバーに選ばれた。メンバー8人中、女性は縫田のみだった。2月24日の大喪の礼に出席した。
1989年から十文字学園に勤務し、「女性情報学」科目を新設、担当した。1996年までは十文字学園女子短期大学で、1996年から1997年は十文字学園女子大学で教えた。
1993年、国会等移転調査会に学識経験者として参加した。
1995年9月に北京で開かれた第4回世界女性会議に日本政府代表団のNGO部会長として参加した。
2024年9月9日、老衰で死去した。102歳没。

## エピソード
- 1990年、68歳の時点で、子どものいない将来に備えて湯河原に老後のホームを確保している[7]。2018年の時点で湯河原町在住[3]。
- 小学生の頃から70年ほど日記をつけていたが、2018年までにすべて処分した[31]。

## 家族
父・太田宇之助
（おおた うのすけ、1891年1月-1986年9月2日）ジャーナリスト、元朝日新聞論説委員。1891年（明治24年）1月、兵庫県揖保郡網干町に生まれた。1917年（大正6年）大阪朝日新聞社に入社した。上海、北京の特派員をつとめた。第2次大戦中は論説委員として中国を担当した。1947年（昭和22年）の総選挙では兵庫県第4区に日本社会党から立候補し、次点で落選した。以後は中国問題の評論家として著述業に専念した。1986年5月31日、妻と散歩中に転倒し腰の骨を折って入院。同年9月2日、心不全のため東京都世田谷区の久我山病院で死去した。生前の1983年、2700平方メートルの自宅敷地を日中友好事業に役立てるため東京都に寄贈した。土地の評価額は30億円ともいわれ、都は7億円をかけて中国人留学生宿舎を建設し、1990年に東京都太田記念館が開館した。宇之助がのこした日記などの「太田宇之助文書」は、曄子によって2002年に横浜開港資料館に寄贈された。
母・太田栄子
（1898年-1994年）
兄・太田新生
（おおた あらお、1920年-2015年）宇之助の長男。外交官。元駐リビア特命全権大使、元在ヒューストン日本国総領事館総領事、元日本国際医療団専務理事。
夫・縫田清二　
（ぬいた せいじ、1922年1月20日-1995年5月12日）横浜国立大学名誉教授、元成城大学教授。専門は社会思想史。曄子の兄の戦友で、太田家に遊びに来ていた。1947年に曄子と結婚した。

## 受賞
- 1985年 - エイボン女性年度賞・女性大賞受賞[41]

## 主な著作

### 単著
- 縫田曄子『福祉・人と心』日本放送出版協会、1977年3月。 NCID BN02891100。
- 縫田曄子 著、埼玉県 編『行政の文化化』埼玉県総務部県民文化課〈文化行政シリ－ズ7〉、1979年12月。
- 縫田曄子『情報との出合い 語り下ろし』ドメス、1999年11月。ISBN 4810705021。

### 共著
- 縫田曄子、阿部志郎、塚原トヨ子、田中里子、高橋玲子、高野ブレンダ『婦人のボランティア活動』全国社会福祉協議会、1976年3月。 NCID BB05827963。
- 天野正子、縫田曄子、長洲一二 著、神奈川県 編『男女共同社会を考える』ぎょうせい、1987年10月。ISBN 4324009651。
- 久場嬉子、縫田曄子、藤原房子、金森トシエ「10周年記念座談会「女性センターの課題と期待」」『かながわ女性ジャーナル』第11号、神奈川県立婦人総合センター、1993年3月、10-21頁、ISSN 0288-4488。
- 『Women pioneers 女性先駆者たち』大阪府男女共同参画推進財団、2011年7月。 NCID BB06516448。
  - 同名のDVDシリーズのインタビュー映像のシナリオをもとにしたブックレット[42]。日英二カ国語版

### 編著
- 中西珠子、縫田曄子、山本和代 編『ユネスコ「婦人のための教育・訓練・雇用に関する国際セミナー」日本提出報告書』（発行者不明）、1980年12月。 NCID BA52685288。
- 縫田曄子 編『あのとき、この人 女性行政推進機構の軌跡』ドメス、2002年2月。ISBN 4810705668。

### 翻訳
- アラン・バージェス 著、縫田曄子 訳『六番目の幸福』有紀書房、1959年。 NCID BA41424431。

### 映像作品
- HKW（制作・著作）『Women pioneers 女性先駆者たち』大阪府男女共同参画推進財団、2011年。 NCID BB06375222。
  - 大阪府男女共同参画推進財団が女性若手研究者たちの協力を得て編集制作したDVDシリーズ[43]。もとになったビデオは、1975年の国際婦人年を機に[44]、縫田曄子とHKW代表・渡辺晴子が設立したY-H曄晴基金をもとに制作された[43]。シリーズ10巻が国際社会に向けて3か国語（日本語・英語・中国語）で制作（市川房枝のみフランス語、スペイン語を加えた5か国語）され[44]、女性の手で女性史を記録する世界的運動の先駆けとなった[44]。
  - 1「はじめに 日本女性の地位」出演 - 縫田曄子、林王美園、マリア・スクェアチャーティー、制作協力 - 関めぐみ、インタビュー収録 - 1976年
  - 2「高田ユリと消費者運動」出演 - 高田ユリ、縫田曄子、制作協力 - 鈴木彩加、インタビュー収録 - 1976年
  - 3「市川房枝と婦人参政権のあゆみ」出演 - 市川房枝、縫田曄子、制作協力 - 林葉子、インタビュー収録 - 1975年
  - 4「三淵嘉子 法曹界の扉を開く」出演 - 三淵嘉子、縫田曄子、制作協力 - 織田暁子、インタビュー収録 - 1976年
  - 5「加藤シヅエと家族計画」出演 - 加藤シヅエ、縫田曄子、制作協力 - 豊田真穂、インタビュー収録 - 1976年
  - 6「阿武喜美子 科学の世界に挑む」出演 - 阿武喜美子、縫田曄子、制作協力 - 織田暁子、インタビュー収録 - 1976年
  - 7「浅賀ふさと医療社会事業」出演 - 浅賀ふさ、縫田曄子、制作協力 - 伊藤良子、インタビュー収録 - 1976年
  - 8「江上フジと子ども、婦人番組」出演 - 江上フジ、縫田曄子、制作協力 - 鈴木彩加、インタビュー収録 - 1976年
  - 9「山高しげりと母子福祉」出演 - 山高しげり、縫田曄子、制作協力 - 荒木菜穂、インタビュー収録 - 1976年
  - 10「野上弥生子 小説と婦人運動家たち」出演 - 野上弥生子、縫田曄子、制作協力 - 林葉子、インタビュー収録 - 1976年

## 関連文献
- 亀田帛子、川本静子、高桑美子『津田梅子の娘たち ひと粒の種子から』ドメス、2001年3月。ISBN 4810705358。
  - 「縫田曄子 女性運動は情報から」
- 神田道子『女性のキャリア形成に関する実証的・実践的研究 複合キャリア形成過程とキャリア学習 報告書 平成22年度 - 平成24年度科学研究費補助金基盤研究(B)』神田道子、2013年3月。 NCID BB12442743。
  - 「縫田曄子の複合キャリア形成過程」上村千賀子